# Toy Story (datorspel)
Toy Story är ett datorspel utgivet till Sega Mega Drive, SNES, Game Boy och Microsoft Windows. Spelet är baserat på filmen med samma namn.

### Fotnoter
1. ↑  ”Toy Story” (på engelska). Mobygames. 14 mars 1995. http://www.mobygames.com/game/disneys-toy-story. Läst 15 maj 2014.